# 乐谱芋螺
乐谱芋螺（学名：Conus musicus musicus），是新腹足目芋螺科芋螺属的一种。主要分布于越南、印度尼西亚、中国大陆、台湾，常栖息在潮间带岩礁、潮间带。